# Poème roumain
 (juin 2024).
Si vous disposez d'ouvrages ou d'articles de référence ou si vous connaissez des sites web de qualité traitant du thème abordé ici, merci de compléter l'article en donnant les références utiles à sa vérifiabilité et en les liant à la section « Notes et références ».

Le Poème roumain opus 1 est une suite symphonique de Georges Enesco.
Avant que ce précoce lauréat du Conservatoire de Vienne se fit distinguer comme violoniste accompli dans la classe de Martin-Pierre Marsick au Conservatoire de Paris, Enesco avait fait preuve de ses talents de compositeur en écrivant entre autres quatre symphonies d'école. En 1897, alors âgé de 16 ans, Enesco compose son Poème Roumain, bâti sur des mélodies populaires et à caractère patriotique. La première exécution publique de l'œuvre a lieu le 6 février 1898 au Théâtre du Chatelet sous la direction de Édouard Colonne.